# Тик-Ток из страны Оз
«Тик-Ток из страны Оз» (англ. Tik-Tok of Oz) — книга американского писателя Лаймена Баума, восьмая по счёту в серии книг о сказочной стране Оз. Опубликована 19 июня 1914 года. Вопреки названию, сюжет книги слабо связан с персонажем Тик-Ток и посвящён главным образом приключениям героя по имени Косматый (впервые появляется в книге «Путешествие в страну Оз»), который спасает своего брата в ходе войны с королём гномов.
В первом издании книги на её форзацах были размещены карты самой страны Оз и континента, на котором находится Оз и соседние с ней страны. Это была первая публикация карт страны Оз.

## История создания и особенности
В 1913 году Баум вместе с композитором Луи Готтшалком поставили в Лос-Анджелесе мюзикл под названием «Тик-Ток, человек  из страны Оз», сюжет которого представлял собой серьёзно переработанный вариант книги Баума «Озма из страны Оз». На основе этого мюзикла Баум год спустя написал книгу «Тик-Ток из страны Оз». Сюжетная линия книги во многом повторяет «Озму из страны Оз» — Бетси Боббин, девочка из Оклахомы, и её ослик Хэнк терпят кораблекрушение. Бетси и ослик встречают Косматого, и пытаются спасти его брата от короля гномов, Металлического Монарха.
При сопоставлении сюжета книги с предыдущими книгами Баума о стране Оз, в частности, с «Путешествием в страну Оз» можно заметить некоторые несоответствия. Так, например, Многоцветка впервые встретила Косматого в «Путешествии в страну Оз», но в «Тик-Токе…» Баум игнорирует это обстоятельство. Кроме того, в «Путешествии в страну Оз» Косматому достаточно принести Любовный Магнит желаемой персоне, а в «Тик-Токе…» для оказания нужного воздействия необходимо достать Магнит из кармана и показать его тому, кого хочешь влюбить в себя.
«Тик-Ток…» по объёму был меньше предыдущих книг Баума о стране Оз. Первое издание книги разошлось тиражом немногим более 14 тысяч экземпляров, что на 3 тысячи меньше, чем тираж предыдущей книги серии — «Лоскутушка из страны Оз», вышедшей в 1913 году. Более поздние книги серии стали фактически конкурентами более ранних. Издательский дом M. A. Donohue & Co выкупил у Bobbs-Merrill права на несколько ранних книг Баума, и выпустил их по сниженным ценам, что отрицательно сказалось на спросе, поскольку читатели были не готовы платить $ 1,25 за новую книгу Баума о стране Оз, когда «Волшебника из страны Оз» можно было купить за 35 центов.
В книге «Тик-Ток из страны Оз» впервые была размещена карта страны Оз и соседних с ней стран, что придало книге дополнительную популярность. Впрочем, в этом издании карта страны Оз противоречила тексту предыдущих книг. В последующих изданиях книги карты были исправлены, но не до конца. Вероятно, по этой причине Рут Пламли Томпсон, продолжившая написание серии книг о стране Оз после смерти Баума, поменяла местами расположение стран — в её книгах страна Жевунов находится на западе, а страна Мигунов — на востоке (например, «Полёты с волшебником из страны Оз», и ряд других книг). Джеймс Э. Хафф и Дик Мартин, в конечном счете исправили ошибки на новых картах, предназначенных для Международного клуба Волшебника из страны Оз. В «Словаре вымышленных мест» (англ. The Dictionary of Imaginary Places) А.Мангеля и Д.Гуадалупи, издававшемся в 1980, 1987 и 1999 годах, помещена карта страны Оз, которая в значительной степени следует версии Хаффа и Мартина. Наличие на этой карте «острова Дэви Джонса» в качестве украшения карты свидетельствует о неправильном истолковании «картографами» текста книг, так как это место не упоминалось ни в одной книге о стране Оз до выхода в свет «Словаря вымышленных мест».
В 1993 году вышла книга К.Карлсон и Э.Гьёваага «Энн, королева страны Оз», которая является сиквелом книги «Тик-Ток из страны Оз».